# Día de la Amistad Hispanofilipina

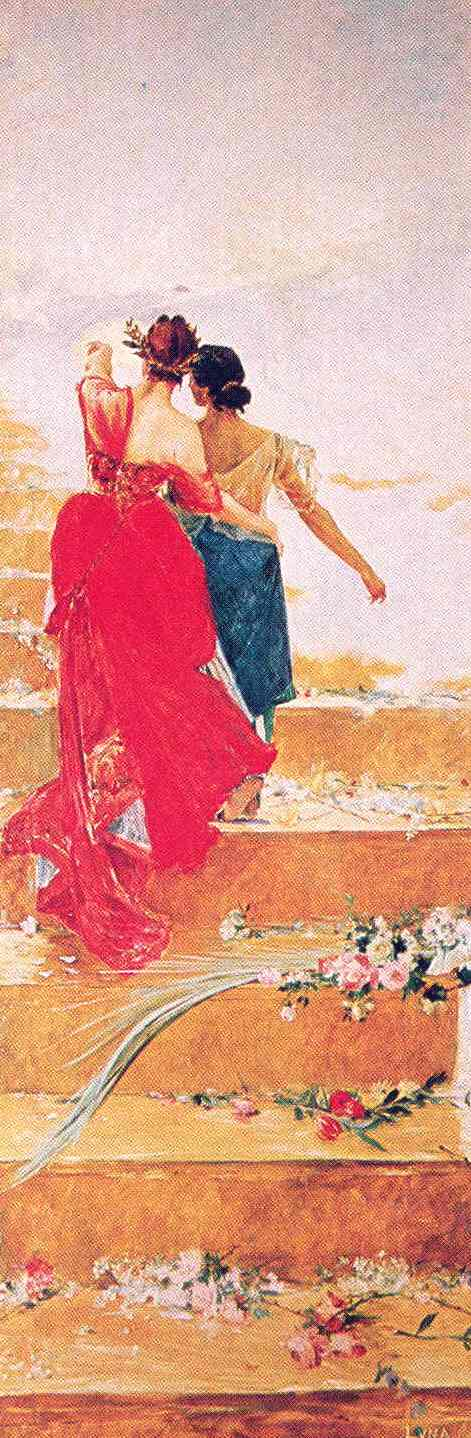
España y Filipinas, cuadro de Juan Luna.

El Día de la Amistad Hispano-Filipina o Día de la Amistad entre España y Filipinas celebra los fuertes vínculos entre la República de Filipinas y el Reino de España. Tiene lugar el 30 de junio, fecha en que el general Emilio Aguinaldo, presidente de la Primera República Filipina, emitió una orden por la cual se decretaba que los últimos soldados españoles que se habían atrincherado en la iglesia del pueblo de Baler durante casi un año fueran tratados no como enemigos, sino como amigos, y que recibieran la asistencia necesaria para su retorno a España.
Según el senador filipino Edgardo Angara, principal promotor del Día de la Amistad, aquel 30 de junio fue “un día glorioso para ambos países, porque el sitio de Baler produjo héroes y victoria para ambas partes”. Hoy, este episodio es el símbolo de la gran amistad entre ambos países.

## Antecedentes
El Día de la Amistad Hispanofilipina quedó establecido en virtud de la Ley de la República N.º 9187 de 22 de julio de 2002, promovida con el objetivo de fortalecer la relación entre dos naciones que comparten historia, valores y tradiciones.
A continuación se reproduce introducción traducida de dicha Ley:

Un 30 de junio, el Presidente Emilio Aguinaldo ensalzó a los soldados españoles sitiados en la iglesia de Baler por su lealtad y su caballerosa valentía. Para honrar este memorable episodio, es de justicia que se declare dicho día como fiesta nacional, de manera que se recuerde el acto de benevolencia que asentó los cimientos de unas mejores relaciones entre Filipinas y España.
Día de la Amistad Hispanofilipina. El treinta de junio de cada año queda pues declarado como el Día de la Amistad Hispanofilipina, para conmemorar los vínculos culturales e históricos, la amistad y la cooperación entre Filipinas y España. Se declara por tanto fiesta especial de carácter laborable a nivel nacional, y fiesta especial no laborable en la provincia de Aurora.

Las relaciones entre España y Filipinas han venido mejorando de manera ininterrumpida desde 1998. El 30 de junio de 2003 tuvo lugar la primera celebración del Día de la Amistad Hispanofilipina en la localidad filipina de Baler, provincia de Aurora, con el senador Edgardo Angara como anfitrión. Asistieron a este acontecimiento, entre otros, la Presidenta de Filipinas, Gloria Macapagal-Arroyo, así como el director de la Agencia Española de Cooperación Internacional, Rafael Rodríguez-Ponga, enviado especial por parte española para la ocasión, que leyó un mensaje oficial del Rey de España.
Desde 2003, esta celebración ha venido adquiriendo cada vez mayor relevancia, al tiempo que ha ido creciendo en términos de cantidad de actividades y proyectos. Las sedes del Día de la Amistad han sido las siguientes:
| Año  | Lugar de celebración |
| ---- | -------------------- |
| 2003 | Baler, Malolos       |
| 2004 | Malolos              |
| 2005 | Iloílo               |
| 2006 | Zamboanga            |
| 2007 | Baler                |
| 2008 | Baler                |
| 2009 | Baler                |
| 2010 | Baler                |
| 2011 | Baler                |

## El sitio de Baler
El Día de la Amistad Hispanofilipina está intrínsecamente vinculado a la localidad de Baler, en cuya iglesia un grupo de soldados españoles se atrincheraron en 1898 defendiendo plaza y bandera, e ignorando que España había perdido ya su principal colonia en Asia.
Heroísmo y tozudez permitieron a 33 de aquellos soldados, liderados por el capitán Enrique de las Morenas y el teniente Saturnino Martín Cerezo, no sólo sobrevivir, sino ganarse el respeto del Ejército de la República de Filipinas. Su retorno a España sería así garantizado por el propio General Aguinaldo. Tras su heroica gesta, este grupo de soldados vino a ser conocido como Los últimos de Filipinas.